# أوتيس شاندلير
أوتيس شاندلير (بالإنجليزية: Otis Chandler) هو منافس ألعاب قوى أمريكي، ولد في 23 نوفمبر 1927 في لوس أنجلوس في الولايات المتحدة، وتوفي في 27 فبراير 2006 في أوجي في الولايات المتحدة بسبب تصلب جانبي ضموري.

## وصلات خارجية
- أوتيس شاندلير على موقع إن إن دي بي (الإنجليزية)